# Вокально-творческий кабинет имени Антонины Неждановой
Вокально-творческий кабинет имени Антонины Неждановой — музей-квартира российской и советской оперной певицы и музыкального педагога Антонины Неждановой в Доме артистов Большого театра в Брюсовом переулке (бывш. улице Неждановой) в Москве.

## История

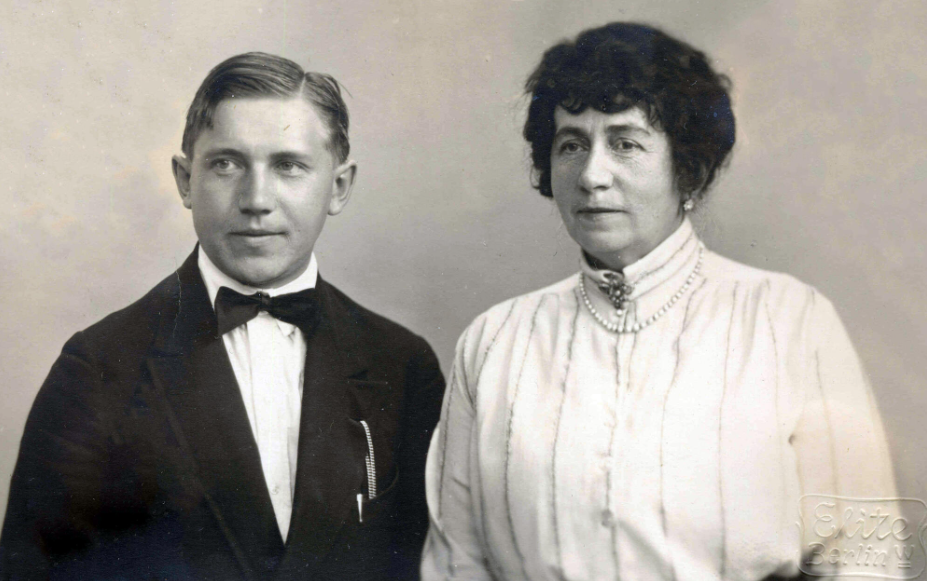
Николай Голованов и Антонина Нежданова

Вокально-творческий кабинет расположен в квартире 9 в доме № 7 по Брюсову переулку — Доме артистов Большого театра, где Антонина Нежданова жила с 1935 года. После смерти исполнительницы в 1950-м году усилиями её вдовца, главного дирижёра Большого театра Николая Голованова в 1951 году квартира была превращена в музей, а в 1952 году в структуре Всероссийского театрального общества был учреждён «Вокально-творческий кабинет имени Антонины Неждановой».

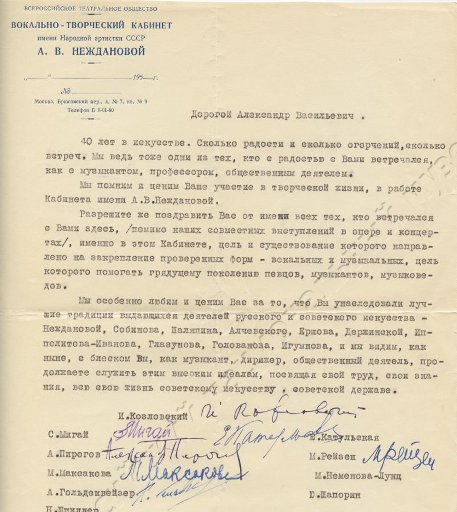
Письмо на бланке вокально-творческого кабинета имени народной артистки СССР А.В. Неждановой. 1953 год

Организаторы сохранили убранство квартиры Неждановой — мебель, картины, фотографии. В экспозиции музея были представлены личные вещи певицы, сценические костюмы, концертные афиши, записи её выступлений и письма. Вокально-творческий кабинет проводил культурные вечера. С 1965 года в квартире проходили съёмки телепередачи «На улице Неждановой» с участием артистов советских театров.
Члены кабинета занимались исследованием творчества и методического наследия Неждановой и сохранением памяти о ней. В 1967 году в издательстве «Искусство» вышел подготовленный кабинетом сборник, в который вошли незавершённые воспоминания певицы, её заметки о Рахманинове, Собинове и Шаляпине, рабочие тетради, записки об искусстве пения и практические рекомендации ученикам, а также подготовленные членами кабинета исследования творчества и педагогической работы Неждановой и справочные материалы.

### Восстановление
В современный период квартира Неждановой оказалась в частной собственности, сменила несколько владельцев, использовалась как жильё. Вокально-творческий кабинет прекратил существование. Из пяти комнат сохранились две. В 2024 году мэрия Москвы начала реставрацию Дома артистов Большого театра, и вскоре было объявлено о частной инициативе по восстановлению музея в квартире Неждановой. 
Инициаторами восстановления музейного пространства и вокально-творческого кабинета выступили Российский национальный музей музыки и председатель ВЭБ.РФ Игорь Шувалов. В течение полутора лет велось восстановление помещений квартиры по редким фотоснимкам и архиву последнего ученика Неждановой — Александра Огнивцева. В то же время вёлся поиск материалов для экспозиции. В январе 2025 года обновлённый «Вокально-творческий кабинет имени Антонины Неждановой» возобновил работу. 

## Экспозиция
В экспозицию вокально-творческого кабинета входят многочисленные фотографии из личного архива певицы, приглашения на гастроли, афиши, письма и другие документы. Есть и редкие экспонаты: портрет Неждановой кисти Фёдора Захарова, серебряный лавровый венок заслуженной артистке от меценатов Бахрушиных (на каждом листе — название спектакля с её участием), редкая пробная пластинка с колыбельной из оперы «Садко» Римского-Корсакова и декоративные фарфоровые тарелки, посвящённые постановкам «Севильского цирюльника» Россини в Большом театре.

## Мероприятия
Обновлённый вокально-творческий кабинет задуман как пространство для творческих встреч, музыкальных вечеров и концертов. Первым мероприятием вокально-творческого кабинета стал творческий вечер, посвящённый 100-летию со дня рождения знаменитой оперной певицы Ирины Архиповой.